# Virsbo (stacja kolejowa)
Virsbo (szwedzki: Virsbo station) – stacja kolejowa w Virsbo, w regionie Västmanland, w Szwecji. Stacja została otwarta w 1879 przez Stockholm–Västerås–Bergslagens Järnvägar. Znajduje się na północny wschód od Virsbosjön. Do 1891 nazwa stacji brzmiała Nordanö.

## Linie kolejowe
- Bergslagspendeln